# Drhlenský rybník
Drhlenský rybník je rybník o rozloze vodní plochy 4,85 ha nalézající se na říčce Kněžmostka asi 0,2 km východně od centra vesnice Drhleny, místní části obce Kněžmost v okrese Mladá Boleslav. Podél rybníka prochází žlutá turistická značka spojující Novou ves u Branžeže s Kněžmostem.
Rybník je využíván pro chov ryb a v létě i pro rekreaci. U rybníka se nalézá kemp.

## Galerie

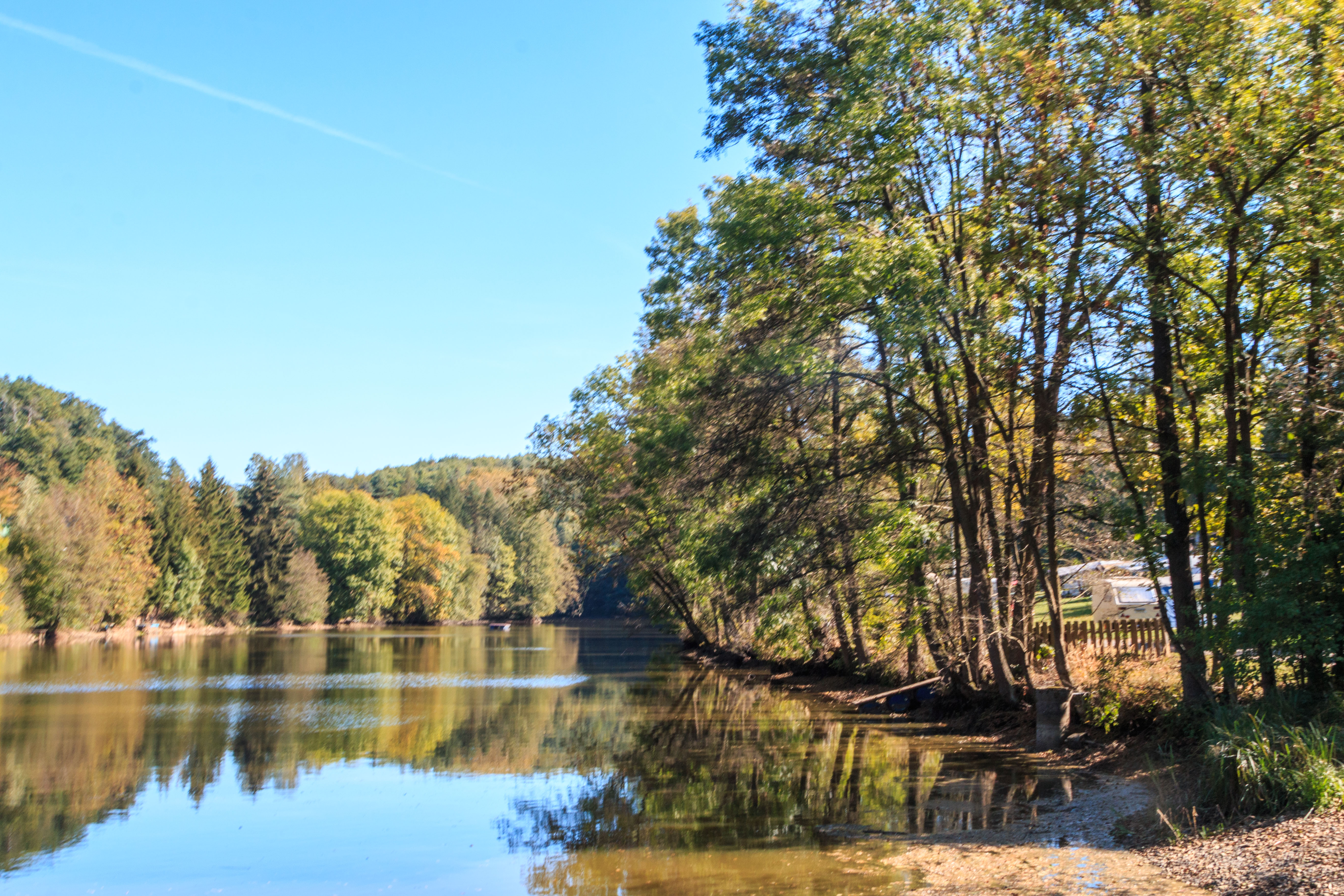
pohled na Drhlenský rybník
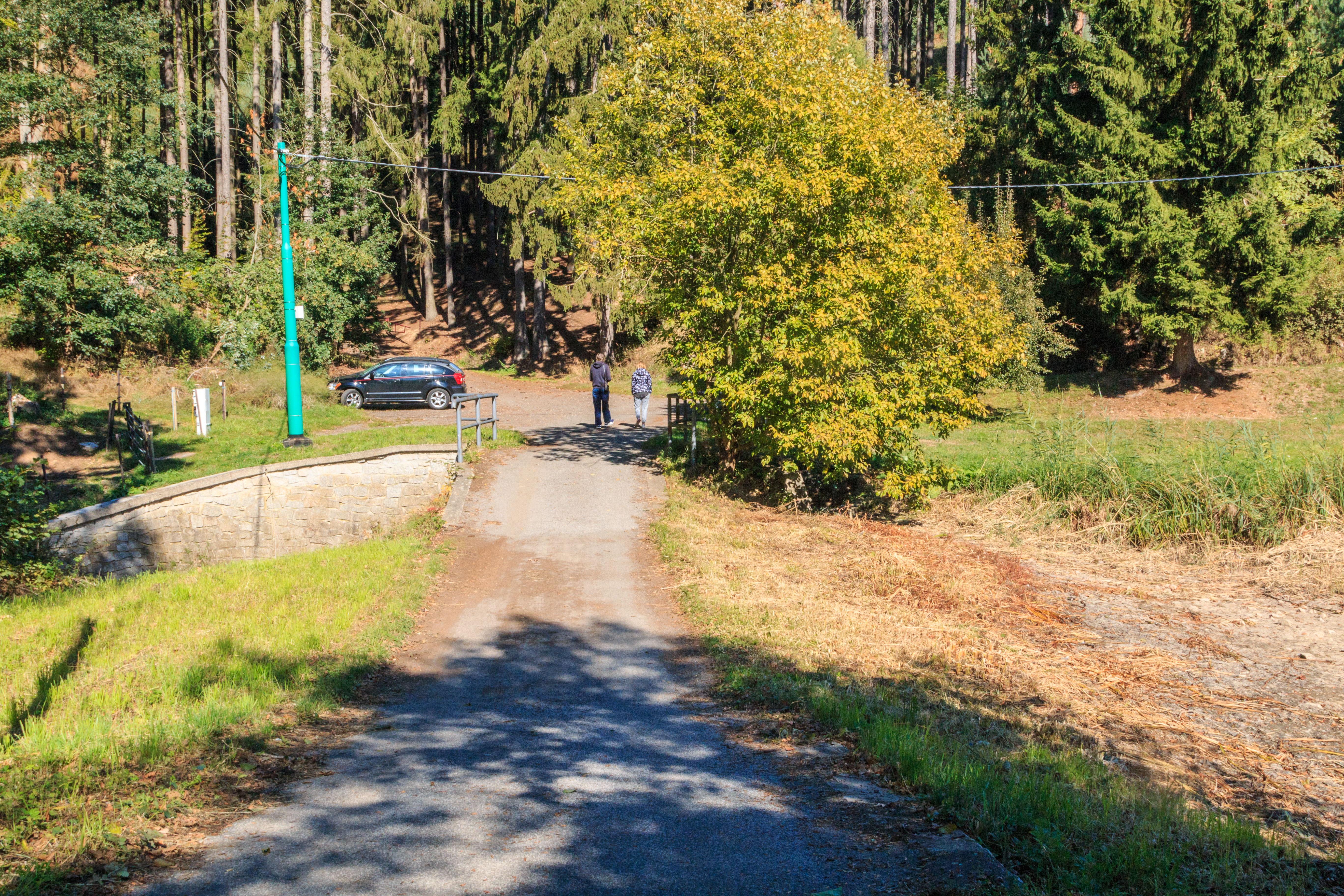
pohled na Drhlenský rybník
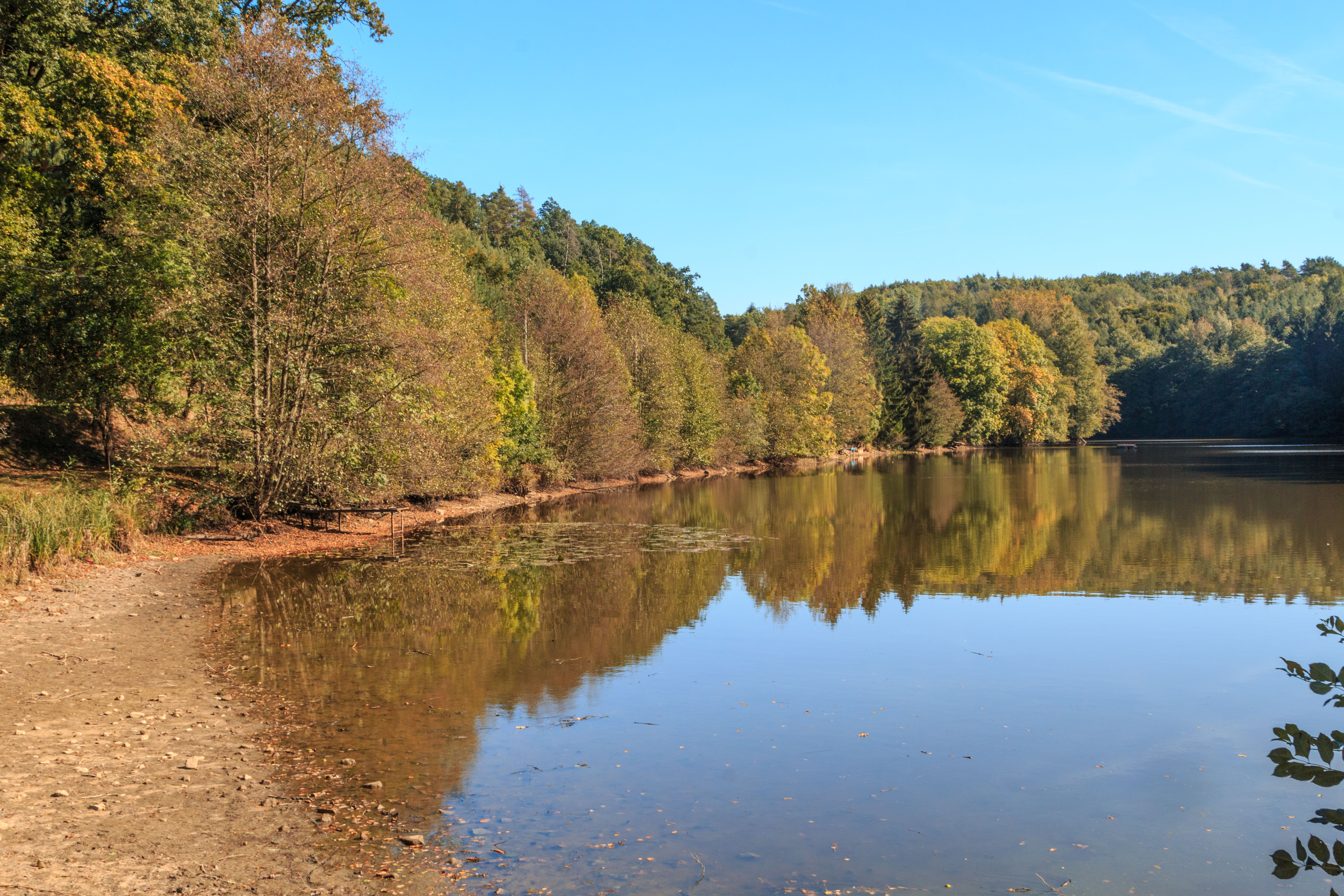
pohled na Drhlenský rybník
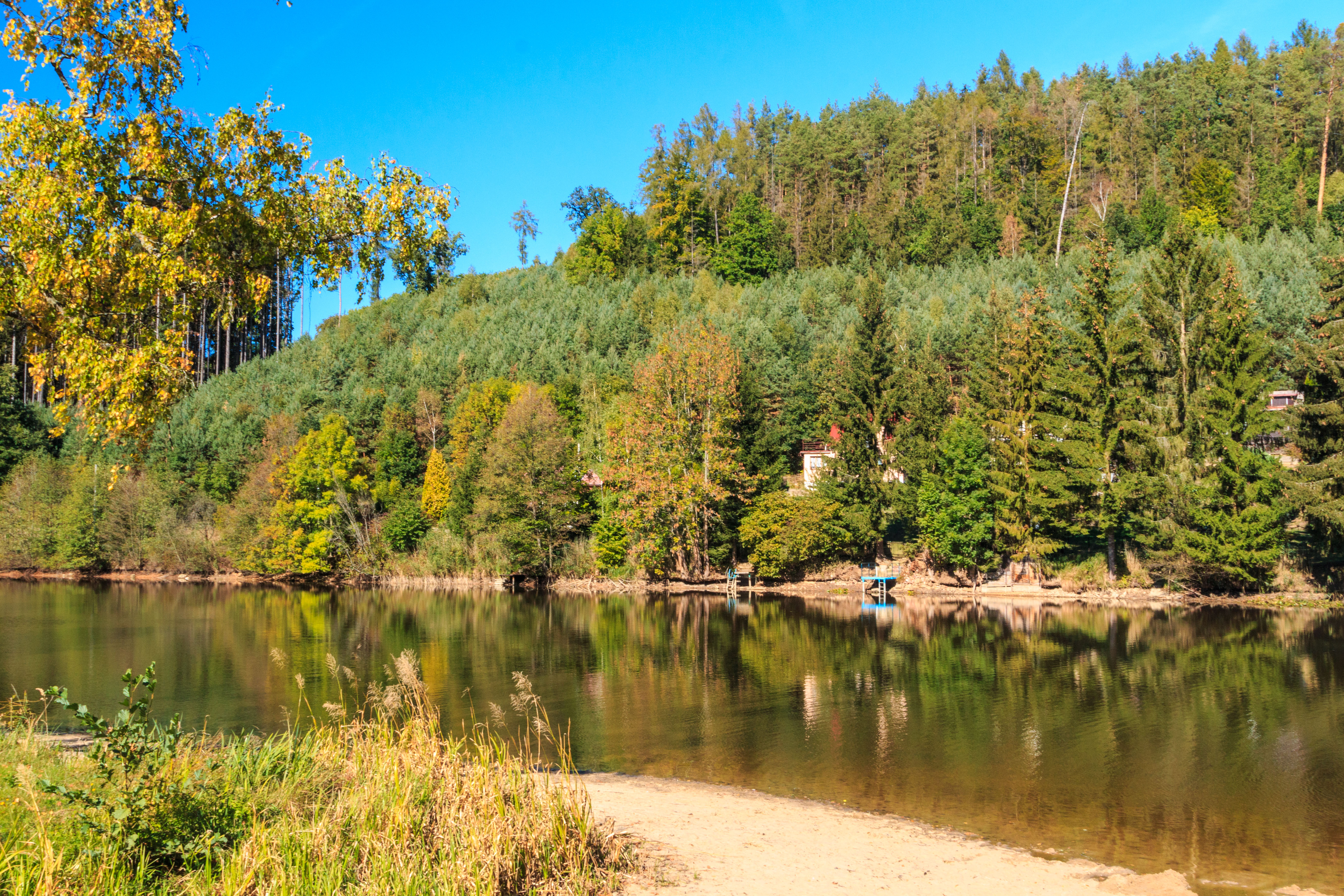
pohled na Drhlenský rybník